# Regatul Asturiei
Regatul Asturiei (în latină Regnum Asturorum) a fost un regat din Peninsula Iberică fondat în 718 de nobilul vizigot Pelagius de Asturia. Acesta a fost prima entitate politică creștină stabilită după cucerirea regatului vizigot creștin de către Califatul Omeiad din 718. În 722, Pelagius i-a învins pe omeiazi în bătălia de la Covadonga, ceea ce este de obicei considerată ca fiind începutul Reconquistei. Regatul de Asturia a fost urmat de către Regatul de León în 924, când Fruela al II-lea a devenit rege, stabilind curtea sa regală în León.